# حبك درباني (رواية)
رواية حبك درباني ألفها الروائي التونسي البشير خريف. وهو يعتبر مؤسس الرواية التونسية. نشرت الرواية عام 1980 عن شركة الفنون للرسم، صدرت الرواية عن حلقات في مجلة الفكر التونسية.

## قصة الرواية
تدور احداث الرواية حول علاقات حب معقدة بين ابطال الرواية، «سليم البرجي» هو شاب يعمل في وسط فني بعد ان فر من جامع الزيتونة، يقع في حب البطلة «فوزية نعيم» وهي امرأة مطلقة تزوجت شيخاً بعد ان كانت داعرة ويجعلها الشيخ «ممثلة» في مسرحية. تقع فوزية في حب أحد زبائنها القدم «رابح». يبدأ هوس سليم بفوزية إلى حد الجنون رغم علمه بماضيها، الشيخ «إسماعيل» زوج «فوزية» يكون «رئيس فرقة مسرحية» وممثليها البطلين «سليم البرجي» و «فوزية نعيم» فتجمع بين ثلاثتهما علاقات حب معقدة.  
يصور البشير خريف في هذه الرواية حياة الناس البسطاء في مدينة تونس حيث يسرد عن مجتمع مفلس وتائه، بأسلوب رائق وبلغة عامية تونسية.

## النقد
في روايته، تعرض البشير خريف للعديد من الهجومات من النقاد حول استعماله الكثير من الكلمات الدارجة في وصفه وحواراته، كما في عنوان هذه الرواية «حبك درباني» أي (حبك جنني)، وكما ذكر في صحيفة العرب، كان رد البشير خريف « «شخصيات المسعدي شخصيات تجريدية يمكنها ان تتكلـــم مثلما كان يتكلـــم العرب في زمن الجاحظ والتوحيدي وبـن المقفع.. اما شخصياتي فأناس اعرفهم ويعرفونني... وأنا أجالسهم يوميا، ومعهم أذهب إلى الســـوق، والى الحّمام...وأنا أحب ان يتكلموا في قصصي وفي رواياتي مثلما يتكلمون في الشارع، وفي المقاهي، وفي الأسواق»».

## الشخصيات[4]
شخصيات الرواية الرئيسية:
- سليم البرجي (بطل الرواية).
- فوزية نعيم (البطلة التي يعشقها سليم).
- رابح (الرجل الذي تقع فوزية في حبه).
- إسماعيل (زوج فوزية).